# Yoshikiyo Kuboyama
Yoshikiyo Kuboyama (久保山 由清, Kuboyama Yoshikiyo) est un footballeur japonais né le 21 juillet 1976 à Yaizu.
Cet attaquant a joué en faveur des Yokohama Flügels et du Shimizu S-Pulse.

## Palmarès
- Vainqueur de la Coupe du Japon en 1998 avec les Yokohama Flügels
- Vainqueur de la Coupe d'Asie des vainqueurs de coupe en 2000 avec le Shimizu S-Pulse
- Vainqueur de la Coupe du Japon en 2001 avec le Shimizu S-Pulse
- Finaliste de la Coupe du Japon en 2000 et 2005 avec le Shimizu S-Pulse
- Vainqueur de la Supercoupe du Japon en 2001 et 2002 avec le Shimizu S-Pulse